# Simca Cargo
Le Ford Simca Unic Cargo est un camion léger conçu par Ford SAF en 1948. Le prototype a été présenté au Salon de Paris en octobre 1949 et a été fabriqué et commercialisé sous plusieurs appellations :
- de 1950 à 1955 : Ford Cargo,
- de 1955 à 1956 : Simca Cargo,
- de 1956 à 1960 : Unic Cargo civil,
- de 1956 à 1966 : Unic Cargo militaire.

À la suite du rachat du constructeur Ford SAF (Ford Société Anonyme Française) et de son usine de Poissy par Simca, en juillet 1954, le Ford Cargo de 1950, remplaçant du Ford Poissy F 798 WM, est renommé Simca Cargo.

## Histoire
En tant que constructeur français, Matford a accès aux marchés de l'Administration et fournit dès 1937 des camionnettes V8-75 de 1,5 tonne, équipées d'un moteur de 2,2 litres. En raison de leur puissance supérieure (60 ch contre 45 au Renault ADK), ces véhicules sont attribués aux régiments de montagne et d'outre-mer.
À l'automne 1939, Matford transfère ses ateliers de l'usine Mathis de Strasbourg, trop menacée par la potentielle invasion allemande, dans la nouvelle usine Ford de Poissy où, à la demande des autorités militaires, la fabrication d'un nouveau camion de 5 tonnes à cabine avancée est lancée en mars 1940, le V8-F-917 WS équipé du moteur Ford de 3 621 cm3. 
Le plan de mobilisation (Plan E) prévoyait la production de 8.545 camions par mois et a attribué à Matford la fabrication d'un camion de 5 tonnes. La commande portait sur 1.200 exemplaires par mois. Matford, qui ne disposait pas d'un modèle de cette charge, a tenté de le fabriquer, en équipant le châssis du V8 F 817 de 4 mètres du moteur essence Ford V8 de 3,6 litres et d'une cabine avancée. Le prototype est validé par les militaires qui confirment, en septembre 1939, une commande de 5.000 exemplaires avec un début de livraison au début de l'année 1940. L'hiver 1939/40 est très rigoureux et les militaires reviennent plusieurs fois sur leur décision. La commande de 1.200 exemplaires par mois est réduite à 750 exemplaires. La production du camion de 5 tonnes ne démarrera effectivement qu'en mars 1940, mois où 99 exemplaires seront livrés. Environ 1.200 exemplaires ont été produits avant l'évacuation de l'usine en juin 1940.
Après l'armistice, la filiale allemande Ford de Cologne prend le contrôle de Ford SAF et la société Matford est dissoute en juin 1941. C'est sous la marque Ford que la commercialisation des camions Matford de 3,5 et 5 tonnes reprendra à la Libération, en 1949.
Au Salon de Paris, en octobre 1949, Ford SAF présente le prototype d'un nouveau camion pour remplacer les Ford "Poissy" de 3,5 et 5 tonnes datant de 1939. Ce camion baptisé "Cargo" est proposé avec deux motorisations :
- essence, moteur V8 FO 9 de 3,9 litres développant une puissance de 100 cv SAE,
- diesel, moteur L6 FOY Hercules américain de 4,0 litres développant 95 cv SAE.

La cabine avancée en tôle nervurée est construite par la carrosserie Fernand Genève. En 1950, le véhicule est commercialisé avec deux empattements : (type FOYW) de 3,04 et (type FOY4W) de 3,65 mètres en version porteur et (type FOY9 WH) de 2,26 m en version tracteur. Ces véhicules seront homologués par le service de Mines français en 1951.
Le Ford Cargo est équipé d'un moteur V8 Ford essence de 3,9 litres de cylindrée pour une puissance de 100 ch SAE (~ 96 cv DIN) et 15 CV fiscaux, monté aussi sur la Ford Vedette Vendôme et la Ford Comète avec une boîte de vitesses à crabots donc non synchronisée, nécessitant obligatoirement pour le passage des vitesses, la manœuvre du double débrayage, qui est enseignée alors par des moniteurs militaires d'auto-école. La consommation moyenne est de 32 litres aux 100 km à 50 km/h. Cette mécanique était, déjà à l'époque, jugée archaïque et tout à fait dépassée.
En 1951, Ford présente une version tracteur baptisée "Remorqueur" (type FOY 9 WH) avec un empattement de 2,26 m. 
À partir de 1950, la direction générale de Ford décide de cesser son activité de fabrication en France pour se concentrer sur ses filiales allemande et anglaise. Convoitant l'usine de Poissy pour augmenter la production de son modèle phare, l'Aronde, le charismatique patron italien de Simca, Enrico Teodoro Pigozzi, rachète la société Ford SAF le 4 juillet 1954 et, bien que peu intéressé par l'activité poids lourds de Ford, poursuivra quand même, un peu à contre-cœur, la fabrication du Ford Cargo qui sera désormais commercialisé sous la marque Simca. Le 12 juin 1956, Unic, constructeur de camions et filiale de Simca rachète la filiale française du constructeur suisse Saurer. E.T. Pigozzi regroupe les marques Ford SAF, Saurer France et Unic pour créer la division poids lourds, Simca Industries, filiale de Simca.

## Simca-Unic Cargo
Après le rachat de Ford SAF par Simca, le Cargo poursuit sa carrière discrète sous la marque Simca mais ses références usine deviennent :
- F 5 YWH, en 1954 pour la version diesel et un PTAC de 9,95 tonnes,
- F 59 W, en 1955, pour la version essence V8 et un PTAC de 9,95 tonnes,
- F 59 W 4×4 M-H, en 1956 pour la version essence V8 et un PTAC de 9,65 tonnes,
- F 59 W 4×4 M-H, en 1958 pour la version essence V8 et un PTAC de 7,15 tonnes,
- CA 4×4, en 1959 pour la version essence V8,
- SF 50 (caboteur), en 1956 pour la version essence V8.

En 1956, la fabrication du Simca Cargo est transférée dans l'usine Unic de Puteaux tandis que le moteur est toujours produit dans les anciennes usines Bugatti à Molsheim. L'Unic Cargo va être équipé d'un moteur diesel Unic MZ à partir de 1958 et être commercialisé sous les références Cargo ZU 37 DA, 42 DA & 47 DA selon le PTAC. Ces modèles civils seront produits jusqu'en 1960.
Simca-Unic va poursuivre la fabrication du Cargo 4x4 avec le système Marmon-Herrington qui a été adopté par l'armée française en version 4x2 (F569) et 4x4 (F594). Ce modèle, spécialement construit pour motoriser les troupes françaises lors de la guerre d'Algérie, de conception purement militaire, sera fabriqué jusqu'en 1966.
Une version autocar de 25 places, baptisée "Iseran" a été commercialisée en 1960, équipée du moteur V8 essence ou, en option et sur commande, d'un moteur Perkins Diesel développant 83 chevaux.

## Unic Cargo Diesel
En 1955, le Ford Cargo F798WM apparait presque inchangé sous le nom de Simca Cargo. Il était également équipé du moteur Ford V8 à soupapes latérales de 3.923 cm² et 95 ch (70 kW). En 1956, la production est transférée à Suresnes, en France, dans l'usine Automobiles Unic reprise par Simca, tandis que le moteur continue d'être fourni par l'usine Bugatti de Molsheim. Il est alors commercialisé sous le nom Unic ZU 37DA, 42DA et 47DA. La variante développée pour l'armée française avec une calandre, un pare-brise rabattable et un toit en toile va être fabriquée jusqu'en 1966, 9.725 exemplaires 4x2 avec une charge utile de 5 tonnes et 14.645 exemplaires 4x4 avec une charge utile de 3 tonnes.
À partir de 1958, l'Unic Cargo s'est vu doter du moteur diesel Unic à quatre cylindres déjà utilisé sur le modèle Unic ZU. En 1959, la cylindrée du moteur essence Ford V8 est augmentée à 4.184 cm³ avec une puissance maximale de 100 ch (74 kW) et une boîte de vitesses synchronisée à 5 rapports.

## Simca-Unic Cargo de l'armée française

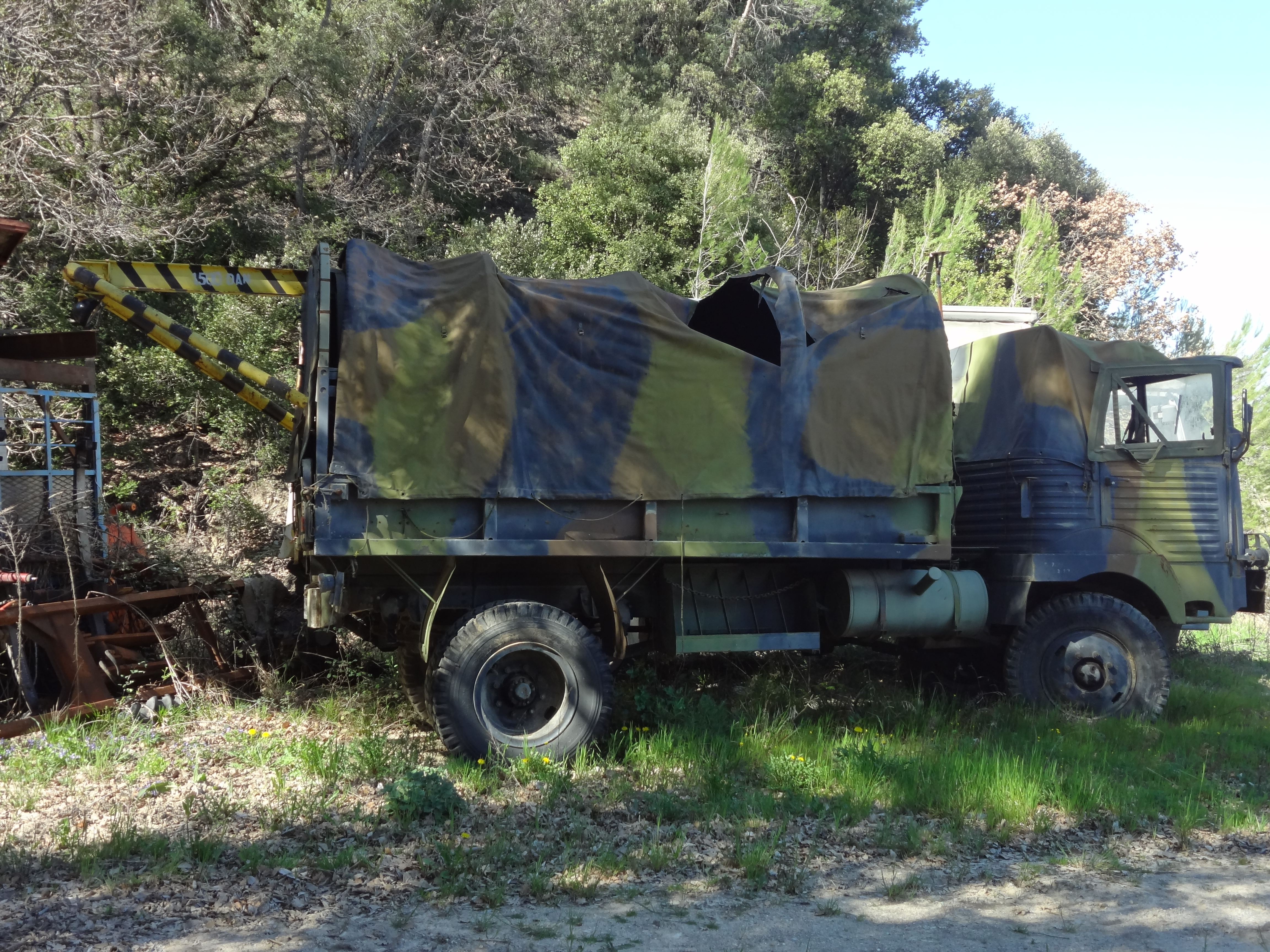
Simca Cargo Dépanneuse "Lot 7" avec potence de levage AR.

Peu après la fin de la Seconde Guerre mondiale, l'armée française réclame l'étude d'une nouvelle génération de véhicules de 5 tonnes, moyen/léger tonnage, répondant aux spécifications militaires pour prendre en compte les enseignements tirés du conflit. Ce nouveau véhicule devait remplacer les véhicules d'origine américaine GMC CCKW et Dodge, cédés par l'armée des États-Unis pour reconstituer l'armée française. À l'origine, la demande portait sur un camion cargo (en) 6×6 de 3 tonnes de charge utile mais, en 1947, le budget du pays et les coûts de la guerre en Indochine puis d'Algérie ont bloqué le projet.
Entre-temps, l'armée ayant toujours le besoin impérieux de s'équiper en matériel va acheter des véhicules routiers civils qu'il faudra militariser. En France, des entreprises comme Sinpar, Herwaythorn ou Marmon-Herrington réalisent ce type de modification. 410 véhicules Ford F598 T ont été transformés par Marmon. Ford et Marmon vont proposer une version 4x4 du Ford Cargo dont les essais débutent en 1952. L'armée va adopter ce véhicule en 1954 mais va demander deux versions, un 4x2 de 5 tonnes et un 4x4 de 3 tonnes, tous deux avec une cabine torpédo au lieu de la cabine tôlée fermée et dotés d'une grille de protection du radiateur en lieu et place de la calandre du modèle civil. L'armée va passer une première commande à Ford SAF de 2.500 exemplaires en 1955, juste avant son rachat par Simca.
L'armée française, a toujours préféré les camions fonctionnant à l'essence plutôt qu'au gas-oil et, après la Libération, surtout de fabrication française. Elle a commandé 9 725 unités à deux roues motrices (4×2) F 569 WM de cinq tonnes de charge utile et 14 645 unités à quatre roues motrices (4×4) F 594 WM de trois tonnes de charge utile dont 1 205 camions bennes, 600 dépanneuses (dite « Lot 7 ») et 500 camions citernes.
Si le Ford Cargo 4×4 se distingue grâce à sa grille avant remplaçant la calandre, les Simca-Unic Cargo se démarquent par la cabine découvrable bâchée, type « torpédo » due à la carrosserie Fernand Genève.       

### Caractéristiques techniques du Simca-Unic Cargo
- Cabine torpédo Genève (décapotable),
- Moteur V8 Ford essence 3 923 cm3 (80,97 x 95,25 mm),
- Puissance : 95 ch SAE à 3 800 tr/min,
- Taux de compression : 6,75,
- Rapport de pont : 7,33:1 (couple 6x44)[5],
- Direction à vis globique et galet oscillant avec un rayon de braquage de 6,84 m,
- Suspensions :
  - avant : ressorts à lames avec amortisseurs hydrauliques,
  - arrière : ressorts à lames avec ressorts auxiliaires,
- Freins hydrauliques avec servofrein "Dewandre-Repusseau"[5],
- Réservoirs de carburant de 120 litres,
- Consommation : 32 l/100 km - Autonomie : 370 km,
- Pneumatiques 900×20,
- Circuit électrique : 24 V,
- Capacité :
  - charge utile : 4×2 : 5 tonnes, 4×4 : 3 t,
  - 20 hommes avec équipement.

Unic a fabriqué la version militaire du Cargo jusqu'en 1966.

### Unic Cargo militaire renforcé F 937
En 1959, pour répondre aux critiques des utilisateurs concernant les difficultés de passage des vitesses avec la boîte de vitesses à crabots, Unic étudie une version renforcée équipée du moteur essence Ford V8 dont la cylindrée a été portée à 4.184 cm³ développant 100 ch (74 kW) et d'une boîte de vitesses à 5 rapports synchronisés. En 1960, Unic présente le modèle "renforcé" F 937 mais n'a jamais reçu la moindre commande concernant cette version modernisée. Dans les années 70 l'armée commencera à remplacer peu à peu ses "Simca-Unic Cargo 4x4" par le Saviem SM8 4x4.
Le Simca Unic SUMB a été développé parce que l'armée française cherchait un petit camion tout-terrain dans le style de l'Unimog 404 et qu'aucun constructeur automobile français n'avait un tel véhicule dans sa gamme. Simca a fourni l'ancien moteur à soupapes latérales Ford V8 du Cargo, Unic le châssis, Marmon-Herrington la transmission intégrale avec transmission manuelle à quatre vitesses plus la réduction tout-terrain de Pont à Mousson et Bocquet la carrosserie.